# Ambrosius Landgren
Ambrosius Landgren, född den 4 juni 1792 i Majorna, nuvarande Göteborg, död där den 14 februari 1845, var en svensk varvsdisponent, verksam i Göteborg.

## Biografi
Landgren fick tidigt anställning på Gamla Varvets kontor i Göteborg. Han köpte 1818 det angränsande varvsområdet, kallat Viken eller Bagges varv efter den detta år avlidne ägaren Carl Bagge (1754-1818). Då Gamla Varvets tidigare disponent, Carl Weinberg, dog 1825 kunde Landgren även förvärva detta vid en offentlig auktion. Därefter förenades de båda varvsanläggningarna och under Landgrens regim inleddes ett framgångsrikt fartygsbyggande. Landgren hade även kommunala förtroendeuppdrag. Efter hans död övertog den ende sonen varvsverksamheten, fast då denne bara var 16 år, innehades ansvaret till en början av grosshandlaren O.P. Dahlin.    
Han gifte sig med Charlotta Fredriksson och de fick sonen Adolf Fredrik och döttrarna Emilie, Augusta, Mathilda och Eleonore.